# Нафаанра
Нафаанра или Нафаара (произношение [nafãːra]) (Banda, Dzama, Gambo, Nafaanra, Nafaara, Nafana, Pantera-Fantera) — изолированный язык и языковая группа (одна из шести) в составе семьи Сенуфо Нигеро-конголезской макросемьи, распространённая на крайнем северо-западе области Бронг-Ахафо (Гана), к востоку от города Бондуку, и прилегающих землях на территории Кот-д’Ивуара. Нафаанра составляет 0,2 % от всего населения семьи — 61 000 носителей. Как и другие языки сенуфо, нафаанра тональный язык. Самоназвание носителей языка нафана, другие называют их банда и мфантера.
Основной порядок слов: Subject Object Verb (подлежащее дополнение глагол), схожий с латынью и японским языками. Как и в других нигеро-конголезских языках, в нафаанра существует лексико-грамматическая категория существительного — именной класс, где имя существительное классифицируется согласно пяти разным родам. Особенности фонологии лежат в различении длины гласных и разделение на носовые и ротовые (как во французском и португальском). Язык имеет три разных тона, особенности которых такие же как и у других языков сенуфо. В языке Нафаанра существует время и вид, которые обозначаются частицами. Числительные в основном образуются путём добавления количественных числительных к числительному 5 и путём умножения чисел на 10, 20 и 100.
| Алфавит нафаанра | Алфавит нафаанра | Алфавит нафаанра | Алфавит нафаанра | Алфавит нафаанра | Алфавит нафаанра | Алфавит нафаанра | Алфавит нафаанра | Алфавит нафаанра | Алфавит нафаанра | Алфавит нафаанра | Алфавит нафаанра | Алфавит нафаанра | Алфавит нафаанра | Алфавит нафаанра | Алфавит нафаанра | Алфавит нафаанра | Алфавит нафаанра | Алфавит нафаанра | Алфавит нафаанра | Алфавит нафаанра | Алфавит нафаанра | Алфавит нафаанра | Алфавит нафаанра | Алфавит нафаанра | Алфавит нафаанра | Алфавит нафаанра | Алфавит нафаанра | Алфавит нафаанра | Алфавит нафаанра | Алфавит нафаанра | Алфавит нафаанра |
| ---------------- | ---------------- | ---------------- | ---------------- | ---------------- | ---------------- | ---------------- | ---------------- | ---------------- | ---------------- | ---------------- | ---------------- | ---------------- | ---------------- | ---------------- | ---------------- | ---------------- | ---------------- | ---------------- | ---------------- | ---------------- | ---------------- | ---------------- | ---------------- | ---------------- | ---------------- | ---------------- | ---------------- | ---------------- | ---------------- | ---------------- | ---------------- |
| A                | B                | Ch               | D                | E                | Ɛ                | F                | G                | Gb               | H                | I                | J                | K                | Kp               | L                | M                | N                | Ny               | Ŋ                | Ŋm               | O                | Ɔ                | P                | R                | S                | Sh               | T                | U                | V                | W                | Y                | Z                |
| a                | b                | ch               | d                | e                | ɛ                | f                | g                | gb               | h                | i                | j                | k                | kp               | l                | m                | n                | ny               | ŋ                | ŋm               | o                | ɔ                | p                | r                | s                | sh               | t                | u                | v                | w                | y                | z                |

## Библиографический список
Primary sources
- Delafosse, Maurice (1904) Vocabulaires comparatifs de plus de 60 langues ou dialects parlés à la Côte d' Ivoire ou dans les régions limitrophes (avec des notes linguistiques et ethnologiques, une bibliographie et une carte). Paris: Leroux.
- International Bible Society (1984): Nyiɛkpɔɔ nyu nunu fɔŋgɔ.
- Jordan, Dean (1978). «Nafaara tense-aspect in the folk tale», in Joseph Grimes (ed.), Papers on discourse. Dallas: Summer Institute of Linguistics. ISBN 0-88312-061-5: 84-90.
- Jordan, Carol & Jordan, Dean (1980a). «Nafaara», in Kropp-Dakubu, M.E. (ed.), West African language data sheets, Vol. II. Leiden: West African Linguistic Society / African Studies Centre, 138—143.
- Jordan, Dean (1980b). «Collected Field Reports on the Phonology of Nafaara», Collected Language Notes 17. Legon: Institute of African Studies, University of Ghana.
- Painter, Colin (1966) Word lists of two Senufo dialects: Fantera et Pantera. Legon: University of Ghana. (30p)
- Rapp, Eugen Ludwig (1933). Die Náfana-sprache auf der Elfenbeinküste und auf der Goldküste. [The Náfana language in Ivory Coast and Gold Coast], Mitteilungen des Seminars für Orientalische Sprachen (M.S.O.S.) 36, 3, 66-69.

Secondary sources
- Bendor-Samuel, John (1971) 'Niger-Congo: Gur' in: Thomas Sebeok & Jack Berry (eds.), Linguistics in sub-saharan Africa (Current trends in linguistics 7), The Hauge/Paris: Mouton, 141—178.
- Blench, Roger (1999). Recent Field Work in Ghana: Report on Dompo and a note on Mpre.
- Carlson, Robert (1994). A Grammar of Supyire. Berlin/New York: Mouton de Gruyter. ISBN 978-3-11-014057-6.
- Hartell, Rhonda L. (ed.) (1993). The Alphabets of Africa. Dakar: UNESCO and SIL.
- Manessy, Gabriel (1981) 'Les langues voltaïques', in: Les langues dans le monde ancien et moderne vol. I, Paris, CNRS, 103—110.
- Mensah, E.N.A.; Tchagbale, Z. (1983) Atlas des langues gur de Côte d' Ivoire. Abidjan, Paris: ILA.
- Mills, Elizabeth (1984) Senoufo phonology, discourse to syllabe (a prosodic approach) SIL publications in linguistics (ISSN 1040-0850), 72.
- Stahl, Ann (2004). «Making history in Banda: Reflections on the construction of Africa’s past», in Historical Archaeology, 38, 1, 50-56.
- Swadesh et al. (1966) 'A preliminary glottochronology of Gur languages', Journal of West African Languages, 3, 2, 27-65.
- Westermann, Diedrich & Bryan, M.A. (1970 [1952]). The Languages of West Africa. Oxford: International African Institute / Oxford University Press. ISBN 0-7129-0462-X.